# Studebaker-Garford
De Studebaker-Garford was een personenauto die van 1904 tot 1911 gezamenlijk werd gebouwd door de Garford Company uit Elyria (Ohio) en de Studebaker Corporation uit South Bend (Indiana). Tijdens de productie werd de auto door een marketingovereenkomst tussen beide bedrijven verkocht als Studebaker, alhoewel verzamelaars de voertuigen beschouwen als Studebaker-Garford vanwege het grote aantal Garford-onderdelen.

## Historiek
Garford was een fabrikant van auto-onderdelen en chassis voor een aantal vroege automerken. Studebaker was al sinds de jaren 1850 actief als wagenbouwer en produceerde zijn eerste auto in 1897. In 1902 introduceerde het zijn eerste in serie gebouwde auto, de Studebaker Electric.
Volgens de samenwerkingsovereenkomst zou Garford elk chassis assembleren en het vervolgens naar South Bend sturen voor de verdere afwerking.
De eerste Studebaker-Garfords, die aangeduid werden als Model "A" en "B", waren toerwagens voor vijf passagiers met een afneembare tonneau waardoor de auto getransformeerd kon worden in een tweepersoons runabout. Model "C", eveneens geïntroduceerd in 1904, wordt beschouwd als de eerste formele toerwagen, maar beschikte nog niet over een opvouwbare stoffen kap. De auto's werden aangedreven door benzinemotoren die aanvankelijk 8 pk ontwikkelden. Koplampen waren tegen meerprijs leverbaar.
Tijdens de productieperiode kregen de wagens diverse verbeteringen. In 1905 was er Model "15HP" die aangedreven werd door een tweecilindermotor die 15 pk ontwikkelde. Model "020HP" introduceerde een viercilindermotor, maar die motor leverde slechts 15 pk en niet de beloofde 20 pk.
In 1906 werden Model "E", "F" en "G" uitgebracht, allemaal viercilinder auto's met een grotere wielbasis en optioneel leverbaar met een opklapbaar vouwdak en een voorruit. De Studebaker-Garford was voortaan ook verkrijgbaar als coupé de ville. Model "G30" werd vanaf 1908 eveneens verkocht als Garford. Omdat Studebaker was gaan samenwerken met de E-M-F Company voor het bouwen en verkopen van E-M-F auto's via het Studebaker dealernetwerk, was Studebaker niet langer uitsluitend afhankelijk van Garford. Daarom liet Studebaker oogluikend toe dat Garford op beperkte basis onder eigen naam in de auto-industrie actief werd.
Tussen 1907 en 1911 werden Studebaker-Garfords gesofisticeerder en kwamen er elk jaar nieuwe carrosserievarianten bij. De Model "40", die aangedreven werd door een 40 pk sterke motor, was beschikbaar als toerwagen, roadster, torpedo, coupé de ville, landaulet en limousine.
Tegen 1910 produceerde Garford steeds meer chassis voor het eigen automerk en moest Studebaker stappen ondernemen om Garford te dwingen zijn contractuele verplichtingen na te komen. Dit zorgde voor een gespannen relatie tussen beide bedrijven. Toen Studebaker in 1911 de motoren- en chassisfabriek van E-M-F kocht, werd de samenwerking met Garford beëindigd.
Garford zou zijn eigen auto's blijven produceren, maar zonder een distributienetwerk slaagde het bedrijf er niet in om winstgevend te worden. In 1913 werd Garford gekocht door John North Willys en ingelijfd bij Willys-Overland.